# Internet Explorer
Internet Explorer (trước đây là Microsoft Internet Explorer; viết tắt là IE), là một dòng trình duyệt web giao diện đồ họa đã ngừng phát triển do Microsoft phát triển và là một thành phần của các hệ điều hành Microsoft Windows kể từ năm 1995. Đây là trình duyệt web có nhiều người sử dụng nhất từ năm 1999, đạt tới đỉnh cao là khoảng 95% thị phần trong năm 2002 và 2003 với IE5 và IE6. Kể từ đó thị phần của trình duyệt này đã từ từ giảm xuống với sự cạnh tranh đổi mới từ các trình duyệt web khác, với Mozilla Firefox là đối thủ đáng kể. Microsoft đã chi hơn 100 triệu đô la Mỹ mỗi năm vào IE vào cuối thập niên 1990, với hơn 1000 người tham gia phát triển vào năm 1999.
Phiên bản phát hành mới nhất là Internet Explorer 11, là một phần của hệ điều hành Windows 8.1 và Windows Sever 2012 có từ tháng 10 năm 2013. Hiện nay cũng có một phiên bản miễn phí cho hệ điều hành Windows 7 Service Pack 1, phiên bản này phát hành vào tháng 11 năm 2013.
Từ ngày 12 tháng 1 năm 2016, Microsoft chỉ hỗ trợ Internet Explorer 9 trên Windows Vista và Windows Server 2008. Internet Explorer 10 chỉ được hỗ trợ trên Windows Server 2012. Với Windows 10, Internet Explorer 11 tuy được thay thế bằng Microsoft Edge nhưng vẫn được cài đặt sẵn.
Từ ngày 15 tháng 6 năm 2022, Microsoft đã chính thức ngưng hỗ trợ hoàn toàn trình duyệt trên Windows 10, công ty hiện khuyến nghị người dùng chuyển từ Internet Explorer sang Microsoft Edge càng sớm càng tốt thay vì để trình duyệt này chuyển sang chế độ “ngoại tuyến” sau ngày 15/7. Trong quá trình chuyển đổi, người dùng có thể chuyển trực tiếp mật khẩu đã lưu, mục yêu thích và hơn thế nữa sang trình duyệt mới.
Trình duyệt sẽ bị vô hiệu hóa trên tất cả các phiên bản dành cho người tiêu dùng hiện tại của Windows 10 (20H2 trở lên) và Windows 10 IoT (20H2 trở lên). Trong Windows 11, ứng dụng IE 11 không còn có sẵn và trình duyệt mặc định cho Windows 11 là Microsoft Edge.
Nhằm giúp người dùng thuận tiện hơn trong quá trình sử dụng trình duyệt mới, Microsoft đã trang bị cho trình duyệt Edge của mình chế độ IE, và tính năng này sẽ được hỗ trợ đến tận năm 2029. Điều này sẽ cho phép các nhà phát triển web có thêm 8 năm để nâng cấp các ứng dụng cũ.
Cũng theo Microsoft, IE sẽ dần được thay thế bằng Microsoft Edge trong những tháng tới sau khi công ty kết thúc hỗ trợ vào ngày 15/6 trước khi vô hiệu hóa vĩnh viễn trình duyệt này trên Windows. Cũng cần lưu ý rằng người dùng không nên gỡ cài đặt hoàn toàn IE khỏi hệ thống của mình vì IE 11 là yêu cầu bắt buộc để chế độ IE hoạt động trên Microsoft Edge.

## Tổng quan
Internet Explorer được phát hành lần đầu tiên với vai trò là một gói bổ sung Plus! for Windows 95 vào năm 1995. Các phiên bản sau đó cho phép tải về miễn phí, hoặc nằm trong các bản service pack, và kèm trong các bản phát hành dịch vụ OEM của Windows 95 và các phiên bản Windows sau đó.
Các phiên bản khác có mặt từ cuối thập niên 1990 bao gồm một phiên bản OEM nhúng có tên gọi Internet Explorer for Windows CE (IE CE) có trong các nền tảng trên WinCE và hiện dựa trên IE6. Internet Explorer dành cho Pocket PC, sau đó được đổi tên thành Internet Explorer Mobile dành cho Windows Mobile cũng đã được phát triển, và vẫn tiếp tục phát triển cùng với các phiên bản dành cho máy tính để bàn với nhiều chức năng hơn.

## Lịch sử
Dự án Internet Explorer được bắt đầu vào mùa hè năm 1994 bởi Thomas Reardon và sau đó do Benjamin Slivka làm trưởng nhóm, lấy ý tưởng mã nguồn từ Spyglass, Inc. Mosaic, một trình duyệt web thương mại có mặt từ sớm với hình thức gắn liền với trình duyệt tiên phong Mosaic của NCSA. Vào cuối năm 1994, Microsoft đã xin được phép từ Spyglass Mosaic với sự hỗ trợ chi phí hàng quý cùng với một số phần trăm trong lợi nhuận thu được từ các sản phẩm không phải Windows của Microsoft để đổi lấy phần mềm. Mặc dù có tên tương tự như Mosaic của NCSA, Spyglass Mosaic dùng không nhiều mã nguồn của NCSA Mosaic.

Internet Explorer 1

Internet Explorer 1 ra mắt vào tháng 8 năm 1995. Nó là phiên bản chỉnh sửa của Spyglass Mosaic mà Microsoft đã có phép, giống như nhiều công ty khác bắt đầu việc phát triển trình duyệt cho riêng mình, từ Spyglass Inc. Nó đi kèm với Microsoft Plus! for Windows 95 và bản phát hành OEM của Windows 95. Phiên bản này được cài đặt thành một phần của Internet Jumpstart Kit trong Plus!. Nhóm Internet Explorer bắt đầu khoảng sáu người trong giai đoạn phát triển đầu tiên. Internet Explorer 1.5 được phát hành vài tháng sau đó dành cho Windows NT và bổ sung tính năng hỗ trợ hiển thị bảng biểu cơ bản. Tuy nhiên, với việc đưa kèm miễn phí nó vào hệ điều hành, họ không phải trả tiền bản quyền cho Spyglass Inc., dẫn đến kiện cáo làm tiêu tốn hàng triệu đô la Mỹ.
Internet Explorer 2 được phát hành dành cho Windows 95, Windows NT 3.5, và NT 4.0 vào tháng 11 năm 1995 (sau bản 2.0 beta vào tháng 10). Nó hỗ trợ SSL, cookie, VRML, RSA, và nhóm tin Internet. Phiên bản 2 cũng là bản phát hành đầu tiên dành cho Windows 3.1 và Macintosh System 7.0.1 (PPC hay 68k), mặc dù phiên bản Mac không được phát hành cho đến tháng 1 năm 1996 dành cho PPC, và tháng 4 dành cho 68k. Phiên bản 2.1 dành cho Mac ra mắt vào tháng 8 năm 1996, mặc dù vào thời điểm đó Windows đã lên đến phiên bản 3.0. Phiên bản 2 được kèm trong Windows 95 OSR 1 và Internet Starter Kit for Windows 95 của Microsoft vào đầu năm 1996. Phần mềm phát hành với 12 ngôn ngữ trong đó có tiếng Anh nhưng nó mở rộng ra đến 24, 20, và 9 lần lượt cho các phiên bản dành cho Win 95, Win 3.1 và Mac vào tháng 4 năm 1996. Bản 2.0i hỗ trợ bộ ký tự byte kép.

Thị phần người dùng của Internet Explorer, 1994–2024

Internet Explorer 3, phát hành vào tháng 8 năm 1996, và tiếp tục nổi tiếng hơn người tiền nhiệm. Nó được phát triển mà không dùng mã nguồn Spyglass, mặc dù vẫn ghi công cho "công nghệ" Spyglass trong tài liệu của chương trình. Internet Explorer 3 là trình duyệt lớn đầu tiên có hỗ trợ CSS, mặc dù còn hạn chế. Được phát hành vào ngày 13 tháng 8 năm 1996, nó cũng cho ra mắt tính năng hỗ trợ ActiveX controls, Java applet, đa phương tiện nhúng, và hệ thống PICS dành cho nội dung siêu dữ liệu (metadata). Phiên bản 3 cũng được đóng gói chung với Internet Mail and News, NetMeeting, và phiên bản đầu tiên của Windows Address Book, và nó cũng kèm trong Windows 95 OSR 2. Phiên bản 3 đã chứng tỏ mình là phiên bản nổi tiếng hơn của Internet Explorer, nhờ sự chăm chút kỹ lưỡng cho nó. Trong nhiều tháng sau khi ra mắt, một số lỗ hổng bảo mật và riêng tư được các nhà nghiên cứu và hacker tìm thấy. Phiên bản này của Internet Explorer là phiên bản đầu tiên có logo "chữ e màu xanh". Nhóm Internet Explorer bao gồm 100 người trong suốt quá trình 3 tháng phát triển. Lỗ hổng bảo mật IE lớn đầu tiên, Princeton Word Macro Virus Loophole, được khám phá vào ngày 22 tháng 8 năm 1996 trong IE3. Tính năng tương thích ngược xử lý bằng cách cho phép những người nào nâng cấp lên IE3 vẫn có thể sử dụng IE trước đó, vì quá trình cài đặt đã chuyển phiên bản trước vào thư mục riêng rẽ.
Internet Explorer 4, phát hành vào tháng 9 năm 1997 đào sâu hơn mức độ tích hợp giữa trình duyệt web và hệ điều hành phía dưới. Việc cài đặt phiên bản 4 trên máy Windows 95 và Windows NT 4 và chọn Windows Desktop Update có thể dẫn đến việc Windows Explorer truyền thống bị thay bằng một phiên bản trông giao diện như trình duyệt web, cũng như màn hình nền Windows cũng trở thành web được thông qua Active Desktop. Tuy nhiên, sự tích hợp với Windows là chủ đề của rất nhiều những chỉ trích về đóng gói (xem Hoa Kỳ kiện Microsoft). Tùy chọn này không còn tồn tại với các bản cài đặt dành cho các phiên bản sau của Internet Explorer nhưng vẫn không bỏ ra khỏi hệ thống được nếu đã cài đặt rồi. Internet Explorer 4 ra mắt sự hỗ trợ Group Policy, cho phép các công ty cấu hình và khóa nhiều chức năng cấu hình của trình duyệt. Internet Mail and News được thay bằng Outlook Express, và Microsoft Chat và một phiên bản NetMeeting cải tiến cũng được đính kèm. Phiên bản này cũng kèm trong Windows 98. Các tính năng mới được thêm vào cho phép người dùng lưu và truy xuất các nội dung đăng trong các mẫu bình luận mà đến nay vẫn không được sử dụng. Internet Explorer 4.5 có thêm các tính năng mới như mã hóa 128-bit dễ dàng hơn. Nó cũng có sự phát triển vượt bậc về độ ổn định so với các phiên bản trước, đặc biệt là phiên bản 68k hoàn toàn không bị treo.
Internet Explorer 5, phát hành vào ngày 18 tháng 3 năm 1999, và sau đó được kèm trong Windows 98 Second Edition và đóng gói chung với Office 2000, là một phiên bản nổi bật khác có hỗ trợ văn bản hai hướng, ký tự ruby, XML, XSLT và khả năng lưu trang web dưới định dạng MHTML. IE5 được đóng gói với Outlook Express 5. Ngoài ra, với việc phát hành Internet Explorer 5.0, Microsoft cũng phát hành phiên bản XMLHttpRequest đầu tiên, khai sinh ra Ajax (mặc dù thuật ngữ "Ajax" vẫn không xuất hiện cho đến vài năm sau). Nó là phiên bản cuối cùng ở dạng 16-bit. Internet Explorer 5.01, một phiên bản sửa lỗi, được phát hành vào tháng 12 năm 1999. Windows 2000 có phiên bản này. Internet Explorer 5.5 tiếp nối vào tháng 7 năm 2000, tăng cường khả năng xem thử trước khi in, hỗ trợ chuẩn CSS và HTML, và API cho lập trình viên; phiên bản này đi cùng với Windows Me. Phiên bản 5.5 cũng hỗ trợ mã hóa 128-bit. Tuy nhiên, phiên bản 5 là phiên bản cuối cùng dành cho Mac và UNIX. Phiên bản 5.5 là phiên bản cuối cùng có Chế độ Tương thích, cho phép Internet Explorer 4 có thể chạy song song với 5.x. Nhóm IE lúc nào đã lên đến hơn 1000 người vào năm 1999, tiêu tốn 100 triệu USD mỗi năm.
| Thị phần vào tháng 2 năm 2005 |
| ----------------------------- |
| IE4 - 0.07%                   |
| IE5 - 6,17%                   |
| IE6 - 82,79%                  |

Internet Explorer 6 phát hành vào ngày 27 tháng 8 năm 2001, một vài tháng trước khi Windows XP ra mắt. Phiên bản này bao gồm cải tiến DHTML, các khung chứa nội dung, và hỗ trợ một phần CSS cấp 1, DOM cấp 1 và SMIL 2.0. Bộ máy MSXML cũng được cập nhật lên phiên bản 3.0. Các tính năng mới khác bao gồm một phiên bản mới của Internet Explorer Administration Kit (IEAK), thanh Trình diễn, tích hợp Windows Messenger, thu thập lỗi, tự thay đổi kích thước hình ảnh, P3P, và trải nghiệm giao diện mới giống như phong cách hình ảnh Luna của Windows XP, khi dùng trong Windows XP. Internet Explorer 6.0 SP1 có thêm những cải tiến bảo mật và phát hành cùng lúc với phiên bản vá XP SP1. Vào năm 2002, giao thức Gopher đã bị tắt và không còn được hỗ trợ trong Internet Explorer 7. Internet Explorer 6.0 SV1 phát hành vào ngày 6 tháng 8 năm 2004 dành cho Windows XP SP2 và đưa nhiều cải tiến bảo mật và các nút có màu mới trên giao diện. IE6 đã cập nhật biểu trưng "chữ e màu xanh" sang màu xanh nhạt hơn và có hình dáng 3 chiều hơn.
Internet Explorer 7 phát hành vào ngày 18 tháng 10 năm 2006. Nó gồm các sửa lỗi, cải tiến hỗ trợ các tiêu chuẩn web, duyệt theo thẻ với tính năng xem trước và quản lý thẻ, một hộp tìm kiếm tích hợp nhiều bộ máy, bộ đọc mẩu tin mạng, hỗ trợ Tên miền quốc tế hóa (IDN), và bộ lọc chống lừa đảo. Với IE7, Internet Explorer đã được tách ra khỏi Windows Shell - không như các phiên bản khác, Internet Explorer ActiveX control không còn đặt trên tiến trình của Windows Explorer, mà chạy trên một tính trình Internet Explorer riêng biệt. Nó được kèm trong Windows Vista và Windows Server 2008, và có thể tải về cho Windows XP Service Pack 2 trở về sau, và Windows Server 2003 Service Pack 1 trở về sau. Bản phát hành nguyên thủy của Internet Explorer 7 đòi hỏi máy tính phải vượt qua quy trình kiểm tra Windows Genuine Advantage trước khi cài đặt, nhưng vào ngày 5 tháng 10 năm 2007, Microsoft đã bỏ yêu cầu này. Theo như một số thống kê cho thấy, đến giữa năm 2008, Internet Explorer 7 đã vượt qua Internet Explorer 6 về số người sử dụng.
Internet Explorer 8 phát hành vào ngày 19 tháng 3 năm 2009. Nó đã được phát triển trễ nhất là từ tháng 8 năm 2007. Vào ngày 5 tháng 3 năm 2008, bản beta công cộng đầu tiên (Beta 1) được phát hành cho công chúng. Vào ngày 27 tháng 8 năm 2008, bản beta công cộng thứ hai (Beta 2) được phát hành. Nó hỗ trợ Windows XP SP2 và SP3, Windows Server 2003 SP2, Windows Vista và Windows Server 2008 trên cả kiến trúc 32-bit lẫn 64-bit. Internet Explorer 8 (IE8) RC1 được phát hành vào ngày 26 tháng 1 năm 2009. Bảo mật, dễ dùng, và những cải tiến về RSS, CSS, và hỗ trợ Ajax là những ưu tiên của Microsoft dành cho IE8. Nó tương thích chặt hơn với các tiêu chuẩn web, gồm có tương thích đầy đủ với Cascading Style Sheets 2.1. Tất cả các thay đổi này cho phép Internet Explorer 8 vượt qua kiểm tra Acid2. Tuy nhiên, để ngăn ngừa các vấn đề về tương thích, IE8 cũng kèm cả khả năng hiển thị kiểu IE7. Các trang không muốn chuyển đổi giao diện theo IE8 có thể tắt sự thay đổi này bằng cách thêm một thẻ vào phần HEAD của trang web. IE8 cũng kèm thêm nhiều cải tiến đối với JavaScript cũng như tăng cường hiệu năng, mặc dù nó vẫn chưa vượt qua được kiểm tra Acid3, với phiên bản 8.0 RC1 ghi được 20/100 điểm. Nó bao gồm sự hỗ trợ Accelerators - cho phép hỗ trợ ứng dụng web được kích hoạt mà không cần gọi tường minh - và WebSlices - cho phép các thành phần trang được đăng ký và theo dõi từ một Favorites Bar có sẵn. Các tính năng khác gồm có tính năng duyệt riêng tưInPrivate, và bộ lọc lừa đảo SmartScreen .

Internet Explorer 9 (viết tắt IE9) được phát hành chính thức vào ngày 14 tháng 3 năm 2011. Internet Explorer 9 hỗ trợ một vài đặc điểm CSS 3, hỗ trợ nhúng ICC v2 hoặc hỗ trợ cấu hình màu v4 thông qua Windows Color System, đồng thời đã cải thiện hiệu năng JavaScript. Nó cũng có tính năng tăng tốc quá trình kết xuất đồ họa bằng cách sử dụng Direct2D, tăng tốc kết xuất văn bản nhờ sử dụng DirectWrite, tăng tốc kết xuất video thông qua Media Foundation, hỗ trợ hình ảnh được cung cấp bởi Windows Imaging Component, và khả năng in ấn độ trung thực cao hỗ trợ bởi định dạng văn bản XPS. IE9 cũng hỗ trợ thành phần HTML5 video, đánh dấu audio và định dạng font cho các trang web (Web Open Font Format). Microsoft đã phát hành IE9 như là một phiên bản riêng (out-of-band) mà nó không gắn liền với lịch sử phát hành của các phiên bản hệ điều hành Windows đặc biệt như trước đây.
Hệ điều hành yêu cầu của IE9 là Windows 7, Windows Server 2008 R2, Windows Vista Service Pack 2 hay Windows Server 2008 SP2 với phiên bản update. IE9 không hoạt động trên Windows XP được. IE9 cũng được xây dựng cho cả hai nền tảng 32-bit và 64-bit.
Internet Explorer 10 là phiên bản chính thứ mười của Internet Explorer, được phát hành vào ngày 26 tháng 10 năm 2012 cho Windows 7, Windows Server 2008 R2 và là trình duyệt web mặc định cho Windows 8 và Windows Server

## Tính năng
Internet Explorer đã được thiết kế để xem được nhiều loại trang web khác nhau và cung cấp một số tính năng nhất định cùng với hệ điều hành, trong đó có Microsoft Update. Vào thời hoàng kim của cuộc chiến trình duyệt lúc trước, Internet Explorer đã chiến thắng Netscape chỉ khi nó bắt kịp với công nghệ để hỗ trợ những tính năng tiên tiến lúc bấy giờ.
Hỗ trợ các tiêu chuẩn
Internet Explorer, dùng bộ máy trình bày Trident:
- hỗ trợ đầy đủ HTML 4.01, CSS Cấp 1, XML 1.0 và DOM Cấp 1, với một ít khác biệt hiện thực.
- hỗ trợ đầy đủ XSLT 1.0 cũng như một biến thể của XSLT do Microsoft đưa ra (nay đã không còn tồn tại) có tên WD-xsl, dựa một phần trên Bản nháp XSL của W3C vào tháng 12 năm 1998. Hỗ trợ XSLT 2.0 tùy vào tương lai.
- hỗ trợ một phần CSS Cấp 2 và DOM Cấp 2, với khoảng cách hiện thực lớn và các vấn đề tương thích lớn. Tương thích hoàn toàn với CSS 2.1 đã có trong bản Internet Explorer 8[36].
- không hỗ trợ XHTML
- không hỗ trợ SVG, cả bản 7.0 lẫn 8.0[37]

Internet Explorer sử dụng DOCTYPE sniffing để lựa chọn giữa "chế độ thoái thác" (hiển thị tương tự như các phiên bản MSIE cũ hơn) và chế độ tiêu chuẩn (hiển thị gần với tài liệu W3C) đối với việc hiển thị HTML và CSS trên màn hình (Internet Explorer luôn dùng chế độ chuẩn khi in ấn). Nó cũng cung cấp một biến thể của ECMAScript có tên JScript.
Internet Explorer đã là chủ đề chỉ trích vì sự hỗ trợ hạn chế đối với các tiêu chuẩn web mở.
Bộ mở rộng cho các tiêu chuẩn
Internet Explorer đã giới thiệu một loạt các phần mở rộng thương mại vào nhiều tiêu chuẩn, trong đó có HTML, CSS và DOM. Điều này dẫn đến một số trang web chỉ có thể xem đúng nếu đùng Internet Explorer.
Internet Explorer cũng giới thiệu một số phần mở rộng cho JScript và đã được các trình duyệt khác đưa vào. Trong số các phần mở rộng có thuộc tính innerHTML, sẽ trả về chuỗi HTML trong một thành tố (element); đối tượng XMLHttpRequest, cho phép gửi yêu cầu HTTP và nhận về hồi đáp HTTP; và thuộc tính designMode của đối tượng contentDocument, cho phép soạn thảo nhiều chức năng đối với văn bản HTML. Một số các chức năng này không thể hoạt động được cho đến khi các phương thức W3C DOM ra mắt. Bộ mở rộng ký tự Ruby của nó vào HTML cũng được chấp nhận làm một module trong W3C XHTML 1.1, mặc dù không tìm thấy nó trong tất cả các phiên bản của W3C HTML.
Microsoft đã đề cử một số tính năng khác của IE để W3C xem xét chuẩn hóa. Trong số này có thuộc tính CSS 'hành vi', kết nối các thành tố HTML với các hành vi JScript (có tên HTML Components, HTC); hồ sơ HTML+TIME, thêm hỗ trợ đồng bộ hóa thời gian và phương tiện vào văn bản HTML (tương tự như W3C XHTML+SMIL); và định dạng tập tin đồ họa vector VML. Tuy nhiên, tất cả chúng đều bị từ chối, ít nhất là ở dạng nguyên bản. Tuy nhiên, VML sau đó đã được phối hợp với PGML (do Adobe và Sun đề xuất), để có được định dạng SVG mà W3C đã chứng nhận, hiện là một số ít các định dạng hình ảnh vector đang được sử dụng trên web, còn IE lại rất độc đáo khi vẫn không hỗ trợ định dạng này.
Các tiêu chuẩn thương mại khác bao gồm, hỗ trợ văn bản dọc, nhưng trong một cú pháp khác với lời khuyên ứng viên W3C CSS3. Hỗ trợ các hiệu ứng hình ảnh khác nhau và chuyển trang, không có trong W3C CSS. Hỗ trợ mã kịch bản hoang mang (obfuscated), mà cụ thể là JScript.Encode(). Hỗ trợ các phông chữ EOT nhúng trong trang web.
Favicon
Favicon (viết tắt cho "favorites icon", biểu tượng ưa thích) được Internet Explorer giới thiệu, hiện nay cũng đã được hỗ trợ và mở rộng trong các trình duyệt khác. Nó cho phép các trang web chỉ định một hình ảnh rộng 16x16 pixel trong mục đánh dấu trang. Nguyên thủy, nó chỉ hỗ trợ cho định dạng ICO gốc của Windows, tuy nhiên nó đã được mở rộng cho các loại hình ảnh khác như PNG và GIF.
Tính dễ dùng và dễ tiếp cận

Tổ chức Favorites trong Internet Explorer 6

Internet Explorer tận dụng nền tảng dễ tiếp cận (accessibility) trong Windows. Internet Explorer cũng là một giao diện người dùng cho FTP, với các tác vụ tương tự như Windows Explorer (mặc dù tính năng này cần phải dùng cửa sổ dòng lệnh để kích hoạt trong các phiên bản gần đây, chứ không nằm hẳn trong trình duyệt). Visual Basic for Applications (VBA) không được hỗ trợ, nhưng vẫn dùng được thông qua bộ mở rộng (iMacros). Các phiên bản gần đây có tính năng chặn pop-up và duyệt theo thẻ. Duyệt theo thẻ cũng có thể thêm vào các phiên bản cũ nếu cài MSN Search Toolbar của Microsoft hay Yahoo Toolbar của Yahoo.
Bộ đệm
Internet Explorer lưu vào bộ đệm các nội dung đã viếng thăm trong thư mục Temporary Internet Files để cho phép truy cập nhanh hơn (hoặc truy cập ngoại tuyến) vào các trang đã xem trước đó. Nội dung được đánh chỉ mục trong một tập tin cơ sở dữ liệu, có tên Index.dat. Nhiều tập tin Index.dat khác nhau tồn tại để đánh chỉ các nội dung khác nhau - nội dung đã xem, bản tin web, mục tự điền, URL đã xem, cookie, v.v.
Trước IE7, xóa bộ đệm sẽ xóa chỉ mục nhưng bản thân tập tin không bị xóa. Tính năng này có thể là nguy cơ bảo mật cho cả cá nhân lẫn công ty. Từ IE7 trở đi, cả chỉ mục lẫn tập tin đều bị xóa khi tẩy bộ đệm.
Group Policy
Internet Explorer hoàn toàn có thể cấu hình được bằng cách dùng Group Policy (chính sách nhóm). Những người quản trị miền Windows Server có thể áp dụng và bắt buộc một số các thiết lập có ảnh hưởng đến giao diện người dùng (như tắt các mục trên trình đơn và các tùy chọn cấu hình chho từng cá nhân), cũng như các tính năng bảo mật phía dưới như tải tập tin, cấu hình vùng (zone), thiết lập theo từng trang, hành vi ActiveX control, và nhiều thứ khác. Các thiết lập chính sách có thể được cấu hình cho mỗi người dùng và do mỗi máy tính. Internet Explorer cũng hỗ trợ Integrated Windows Authentication (Chứng nhận Windows Tích hợp).

## Kiến trúc

Kiến trúc của IE8. Các phiên bản trước có kiến trúc tương tự, ngoại trừ cả các thẻ (tab) lẫn giao diện đều thuộc cùng tiến trình (process). Do đó, mỗi cửa sổ trình duyệt chỉ có thể có một "tiến trình thẻ".

Internet Explorer sử dụng kiến trúc phân rã thành phần được xây dựng xoay quanh công nghệ Mô hình Đối tượng Thành phần (Component Object Model - COM). Nó bao gồm năm thành phần chính, mỗi thành phần được chứa trong một thư viện .dll riêng rẽ và đưa ra một tập các interface COM cho phép được chứa trong tập tin thực thi chính của Internet Explorer, iexplore.exe:
WinInet.dllWinInet.dll là bộ xử lý giao thức dành cho HTTP và FTP. Nó xử lý tất cả các giao tiếp mạng thông qua các giao thức này.
URLMon.dllURLMon.dll chịu trách nhiệm xử lý kiểu MIME và việc tải về các nội dung web-type handling and download of web.
MSHTML.dllMSHTML.dll giữ bộ máy biểu diễn Trident được giới thiệu từ Internet Explorer 4, chịu trách nhiệm hiển thị trang lên màn hình và xử lý Mô hình Đối tượng Tài liệu (DOM) của trang web. MSHTML.dll sẽ phân tích các tập tin HTML/CSS và tạo ra dạng biểu diễn cây DOM cho nó. Nó cũng đưa ra một tập các API dành cho việc duyệt và điều chỉnh cây DOM trong khi đang chạy. Cây DOM được bộ máy trình bày xử lý kỹ hơn rồi sau đó được biểu diễn thành cách trình bày lên màn hình.
IEFrame.dllIEFrame.dll chứa giao diện người dùng và cửa sổ IE trong Internet Explorer 7 trở về trước.
ShDocVw.dllShDocVw.dll cung cấp các tác vụ để duyệt web, lưu bộ đệm và lịch sử cho trình duyệt.
BrowseUI.dllBrowseUI.dll chịu trách nhiệm giao diện người dùng trình duyệt, bao gồm chrome của trình duyệt, tức là tất cả các trình đơn và thanh công cụ.
Internet Explorer không chứa bất kỳ chức năng tạo kịch bản nào bên trong nó. Mà chính MSHTML.dll sẽ đưa ra một tập API khác để cho phép các môi trường tạo kịch bản được nhúng vào và truy xuất cây DOM. Internet Explorer 8 có gắn sẵn bộ máy Active Scripting (là một phần của Microsoft Windows), cho phép bất cứ ngôn ngữ nào được hiện thực thành một module Active Scripting có thể được dùng để tạo kịch bản từ phía máy khách. Mặc định, chỉ có module JScript và VBScript là được cung cấp; các hiện thực từ bên thứ ba như ScreamingMonkey (để hỗ trợ ECMAScript 4) cũng có thể dùng được. Microsoft cũng đưa ra trình chạy Microsoft Silverlight để cho phép ngôn ngữ CLI, bao gồm các ngôn ngữ động dựa trên DLR như IronPython và IronRuby, dùng cho việc tạo kịch bản từ phía máy khách.
Internet Explorer 8 giới thiệu một vài thay đổi lớn, có tên là Loosely Coupled IE (LCIE). LCIE tách các tiến trình giao diện ra khỏi tiến trình chứa các ứng dụng web khác nhau tại các thẻ khác nhau (tiến trình thẻ). Một tiến trình giao diện có thể tạo ra nhiều tiến trình thẻ, mỗi tiến trình thẻ có thể có độ tích hợp khác nhau; mỗi tiến trình thẻ có thể chứa nhiều website và có bộ đệm cookie của riêng nó. Hai tiến trình sử dụng Liên lạc Liên Tiến trình (Inter-Process Communication) bất đồng bộ để tự đồng bộ chúng. Nói chung, sẽ có một tiến trình thẻ dành cho tất cả các web site. Tuy nhiên, trong Windows Vista nếu bật chế độ bảo vệ, nội dung ưu tiên đang được mở (như các trang HTML trong máy) sẽ tạo ra một tiến trình thẻ mới vì nó không bị ràng buộc bởi chế độ bảo vệ.

## Khả năng mở rộng
Internet Explorer đưa ra một tập các interface Mô hình Đối tượng Thành phần (Component Object Model - COM) cho phép các thành phần khác mở rộng chức năng của trình duyệt. Khả năng mở rộng này được chia làm hai loại: Mở rộng trình duyệt và Mở rộng nội dung. Các interface mở rộng trình duyệt có thể dùng để nhúng các thành phần dùng để thêm các mục trình đơn, thanh công cụ, mục trong một trình đơn hay Đối tượng Trợ giúp Trình duyệt (Browser Helper Objects - BHO). Các BHO được dùng để mở rộng bộ tính năng của trình duyệt, trong khi các tùy chọn mở rộng khác dùng để đưa tính năng đó ra giao diện. Các interface mở rộng nội dung được các bộ xử lý kiểu nội dung khác nhau sử dụng để thêm hỗ trợ cho các định dạng nội dung không có sẵn. Các BHO không chỉ được truy cập không giới hạn vào DOM và mô hình sự kiện của Internet Explorer, mà chúng còn có thể truy cập hệ thống tập tin, registry và các thành phần hệ điều hành khác. Khả năng mở rộng nội dung có thể được gọi là Active Documents (Doc Objects) (ví dụ, SVG hay MathML) hoặc ActiveX controls. Các ActiveX control được dành cho các bộ xử lý nội dung trình bày nội dung được nhúng trong trang HTML (như Adobe Flash hay Microsoft Silverlight). Các đối tượng Doc được dùng khi kiểu nội dung không được nhúng trong HTML (như Microsoft Word, PDF hay XPS). Trên thực tế, bản thân bộ máy biểu diễn Trident cũng là một đối tượng Doc, do đó HTML tự nó cũng được xem là một Active Document.

Trình quản lý add-on trong Windows XP SP2 Internet Explorer 6 SV1

Các thành phần bổ trợ (add-on) Interner Explorer chạy với cùng mức ưu tiên với trình duyệt, không giống như các đoạn mã kịch bản phía máy khách có ít quyền ưu tiên hơn. Thành phần bổ trợ có thể được cài đặt từ máy, hoặc trực tiếp từ website. Vì các thành phần bổ trợ có mức truy cập đến hệ thống cao hơn, các trình bổ trợ ác ý có thể và đã được dùng để xâm nhập vào sự bảo mật của hệ thống. Internet Explorer 6 Service Pack 2 trở về sau đã cung cấp các công cụ bảo vệ khỏi những thứ này, bao gồm một Trình quản lý Add-on Manager dùng để quản lý các ActiveX control và Đối tượng Trợ giúp Trình duyệt và một chế độ vận hành "Không có trình bổ sung" cũng như hạn chế hơn đối với việc cài đặt add-on từ website.
Bản thân Internet Explorer có thể được các trình ứng dụng khác lưu trữ thông qua một tập các interface COM. Nó có thể dùng để nhúng các chức năng trình duyệt vào bên trong một ứng dụng. Tương tự, ứng dụng lưu trữ có thể chọn chỉ chứa bộ máy biểu diễn MSHTML.dll chứ không cần phải chứa toàn bộ trình duyệt.

## Bảo mật
Internet sử dụng nền tảng bảo mật dựa theo khu vực, nó sẽ nhóm các site lại dựa trên một số điều kiện cụ thể, như nó có phải là site trên Internet hay Intranet hoặc có nằm trong danh sách trắng do người dùng ghi nhận hay không. Các hạn chế bảo mật được áp dụng theo khu vực; tất cả các site trong một khu vực sẽ tuân theo cùng một hạn chế.
Internet Explorer 6 SP2 trở về sau sử dụng Dịch vụ Thực thi Đính kèm (Attachment Execution Service) của Microsoft Windows để đánh các tập tin thực thi được tải về từ Internet có thể không an toàn. Khi truy cập các tập tin được đánh dấu như vậy, trình duyệt sẽ nhắc người dùng phải có quyết định tin tưởng trước khi thực thi, vì các tập tin thực thi xuất phát từ Internet có thể có nhiều nguy cơ không an toàn. Cách làm này giúp ngăn ngừa việc cài đặt phần mềm độc hại một cách vô ý.
Internet Explorer 7 giới thiệu bộ lọc chống lừa đảo (phishing), hạn chế truy cập đến các site phishing trừ khi người dùng quyết định tiếp tục xem. Với phiên bản 8, trình duyệt còn khóa truy cập vào trang site được biết là đang lưu trữ phần mềm độc hại (malware). Việc tải về cũng được kiểm tra để xem chúng có từng được báo là nhiễm phần mềm độc hại hay không.
Trong Windows Vista, Internet Explorer mặc định chạy trong chế độ có tên là Chế độ Bảo vệ (Protected Mode), trong đó đặc quyền của chính trình duyệt bị hạn chế đáng kể - nó không thể thực hiện thay đổi hệ thống. Người dùng có thể tắt chế độ này nhưng không được khuyến khích. Nó cũng hạn chế hiệu quả đặc quyền của các trình bổ sung (add-on). Kết quả là thậm chí nếu trình duyệt hoặc trình bổ sung nào bị khống chế, những thiệt hại bảo mật vẫn rất hạn chế.
Các bản vá và bản cập nhật trình duyệt được phát hành định kỳ và có thể tải về thông qua dịch vụ Microsoft Update, cũng như thông qua Automatic Updates. Mặc dù các bản vá bảo mật tiếp tục được phát hành cho nhiều hệ điều hành, đa số các bổ sung tính năng hay cải tiến nền tảng bảo mật chỉ có mặt cho các hệ điều hành đang trong giai đoạn hỗ trợ chủ yếu của Microsoft.
Vào ngày 16 tháng 12 năm 2008, Trend Micro khuyến cáo người dùng chuyển sang các trình duyệt đối thủ cho đến khi IE phát hành bản vá khẩn cấp để sửa một nguy cơ bảo mật có thể cho phép những kẻ bên ngoài chiếm quyền điều khiển máy tính và ăn cắp mật khẩu của bạn. Người đại diện của Microsoft phản đối đề nghị này, cho rằng chỉ có "0,02% người dùng Internet" bị ảnh hưởng bởi lỗi này. Vào ngày 17 tháng 12 năm 2008, Microsoft phát hành bản vá vấn đề bảo mật này trong bản Cập nhật Bảo mật dành cho Internet Explorer KB960714.

### Dễ tổn thương về bảo mật
Internet Explorer luôn là chủ đề của nhiều lỗ hổng và lo ngại về bảo mật:  Nhiều phần mềm gián điệp, phần mềm quảng cáo, và virus máy tính trên Internet đã khai thác các lỗi và lỗ hổng trong kiến trúc bảo mật của Internet Explorer, đôi khi không phá hoại trực tiếp ngoài việc khiến người dùng xem một trang web độc hại nào đó để tự cài chúng vào máy. Kiểu phá hoại này có tên "drive-by install". Cũng có loại phần mềm lừa người dùng cài đặt phần mềm độc hại bằng cách giới thiệu một cách giả mạo mục đích tốt đẹp của phần mềm trong phần miêu tả của một cảnh báo bảo mật ActiveX.
Một số lỗ hổng bảo mật ảnh hưởng đến IE không phải xuất phát từ trình duyệt, mà từ các trình bổ sung ActiveX mà IE sử dụng. Vì những trình bổ sung này có cùng đặc quyền với IE, những lỗ hổng này cũng nguy hiểm như lỗ hổng từ trình duyệt. Do đó kiến trúc dựa trên ActiveX này đã bị chỉ trích rất nhiều. Gần đây, nhiều chuyên gia khác vẫn bảo lưu quan điểm rằng các nguy hiểm từ ActiveX đã bị phóng đại và vẫn có những cách bảo vệ đúng nơi đúng lúc. Các trình duyệt khác sử dụng NPAPI làm cơ chế mở rộng cũng đang gặp vấn đề y hệt. Trong cột ý kiến trong tờ tháng 4 năm 2005 của eWeek, Larry Seltzer cho rằng:
Trong khi đã có những lời cáo buộc thiếu chứng cứ rằng ActiveX thiếu an toàn, tiếp tục vẫn không ít lời xác nhận thiếu chứng cứ và tấn công rẻ tiền. Điều tôi ưa thích là vụ việc "Internet Explorer" trong đó Sun thực sự trả tiền cho người khác để viết một ActiveX control độc hại. Hệ thống kiểm thử đưa ra tất cả các hộp thoại cảnh báo về chương trình mà bạn vẫn thường hay thấy còn các nhân viên Sun thì thấy khó chịu khi cứ phải nhấn phím enter thật nhanh để họ có thể đóng hộp thoại đó càng nhanh càng tốt mà không đề cập đến các cảnh báo. Trong khi đó, họ cũng không đề cập đến việc một Java applet đã ký cũng có thể thực hiện các hành vi đặc quyền nguy hiểm và cũng đưa ra cùng kiểu cảnh báo như vậy. Đa số những người chỉ trích ActiveX đơn giản là do không hiểu rõ, nhưng ví dụ này thật là đạo đức giả và thiếu chân thật
.
Tuy Internet Explorer vào năm 2008 có số lỗ hổng bảo mật tương tự với Safari và Opera, và ít hơn đáng kể cho với đối thủ cạnh tranh chính, Mozilla Firefox, sự phổ biến của nó đã dẫn đến có nhiều người bị ảnh hưởng hơn khi có một lỗ hổng bị phát hiện. Theo nghiên cứu của công ty nghiên cứu bảo mật Secunia, Microsoft đã không hồi đáp nhanh bằng các đối thủ cạnh tranh trong việc sửa các lỗ hổng bảo mật và đưa ra các bản vá. Công ty này cũng báo cáo rằng có 366 lỗ hổng tìm thấy trong các ActiveX control, tăng hơn so với năm trước.

## Tỷ lệ sử dụng và thị phần người dùng
Tỷ lệ sử dụng Internet Explorer dường như liên hệ chặt chẽ với Microsoft Windows, vì nó là trình duyệt web mặc định của Windows. Từ khi tích hợp Internet Explorer 2.0 vào Windows 95 OSR một trong năm 1996, và đặc biệt là sau khi phát hành phiên bản 4.0, tỷ lệ sử dụng tăng lên rất nhanh: từ dưới 20% vào năm 1996 lên đến 40% vào năm 1998 và trên 80% vào năm 2000.
Một bài báo của CNN đã bình luận khi Internet Explorer 4 phát hành: "Internet Explorer của Microsoft đã đi đúng đường và ước tính nâng thị phần sử dụng trình duyệt lên 30 đến 35 phần trăm so với 10 phần trăm vào năm trước". Đến năm 2002, Internet Explorer đã hoàn toàn đánh bại đối thủ chính Netscape và chiếm lĩnh đến 95% thị phần.
Sau khi chiến đấu và giành chiến thắng cuộc chiến trình duyệt vào cuối thập niên 1990, Internet Explorer hầu như thống trị hoàn toàn thị trường trình duyệt. Đạt đến đỉnh 95% vào năm 2002 và 2003, thị phần của nó từ đó giảm đều đặn. Lý do chính là do việc sử dụng Mozilla Firefox, mà các con số thống kê cho thấy đó là đối thủ cạnh tranh đáng chú ý nhất hiện nay. Tuy nhiên, Internet Explorer vẫn là trình duyệt web thống trị, với thị phần toàn cầu là khoảng 66% (con số có thể thay đổi). Tỷ lệ sử dụng có cao hơn ở châu Á và thấp hơn ở châu Âu.
Bản mẫu:Msieshare1
Firefox 1.0 đã vượt qua Internet Explorer 5 vào đầu năm 2005 với con số là xấp xỉ 8% thị phần.
Một bài báo đã ghi khi Internet Explorer 7 phát hành vào tháng 10 năm 2006 "IE6 có thị phần thống lĩnh với 77,22%. Internet Explorer 7 đã leo đến 3,18%, còn Firefox 2.0 là 0.69%".
Internet Explorer 7 được phát hành cùng thời gian với Firefox 2.0, và vượt qua Firefox 1.x vào tháng 11 năm 2006, với khoảng 9% thị phần. Firefox 2.0 vượt qua 1.x vào tháng 1 năm 2007, nhưng IE7 vẫn không qua mặt được IE6 cho đến tháng 12 năm 2007. Đến tháng 1 năm 2008, thị phần tương ứng của chúng là 43% đối với IE7, 32% cho IE6, 16% cho FF2, 4% cho Safari 3 và cả phiên bản FF1.x và IE5 là ít hơn nửa phần trăm.
Số người dùng xấp xỉ qua thời gian dựa trên số liệu thị phần người dùng khác nhau trong cả năm, hoặc dựa trên từng quý, hoặc trong tháng cuối của năm tùy thuộc vào nguồn tham khảo.

### Sử dụng trong công nghiệp
Cơ chế mở rộng ActiveX được nhiều website và ứng dụng web công cộng sử dụng, trong đó có eBay. Tương tự, Đối tượng Trợ giúp Trình duyệt cũng được nhiều công ty cung cấp bộ máy tìm kiếm và các bên thứ 3 sử dụng để tạo ra các trình bổ sung để truy cập vào dịch vụ của họ, như thanh công cụ bộ máy tìm kiếm. Do việc sử dụng COM, hoàn toàn có thể nhúng chức năng duyệt web vào các ứng dụng của bên thứ ba. Do đó, hiện có một số Internet Explorer shell, và một số ứng dụng hướng nội dung như RealPlayer cũng sử dụng module duyệt web của Internet Explorer để xem trang web bên trong ứng dụng.

## Tương thích với Hệ điều hành
Các phiên bản IE qua thời gian có nhiều độ tương thích hệ điều hành khác nhau, từ việc có mặt ở nhiều nền tảng hệ điều hành và vài phiên bản Windows cho đến chỉ một số ít phiên bản Windows. Nhiều phiên bản IE có hỗ trợ cho hệ điều hành cũ hơn nhưng dừng cập nhật. Lượng người dùng Internet tăng vọt vào thập niên 1990 và 2000 có nghĩa là các trình duyệt hiện nay có thị phần nhỏ vẫn có số lượng người dùng lớn hơn toàn bộ thị phần khi xưa. Ví dụ, 90% thị phần vào năm 1997 là khoảng 60 triệu người dùng, nhưng vào đầu năm 2007 90% thị phần tương đương với 900 triệu người dùng. Kết quả là các phiên bản sau của IE6 có tổng cộng nhiều người dùng hơn tất cả các phiên bản trước đó gộp lại.
Việc phát hành IE7 vào cuối năm 2006 đã dẫn đến sự sụp đổ về thị phần của IE6; đến tháng 2 năm 2007 các con số thống kê thị phần phiên bản cho thấy IE6 đạt khoảng 50% và IE7 khoảng 29%. Bất kể thị phần thực sự thế nào, phiên bản tương thích tốt nhất (qua nhiều hệ điều hành) của IE là 5.x, có mặt cho Mac OS 9 và Mac OS X, Unix, và hầu hết các hệ điều hành Windows và được hỗ trợ một thời gian ngắn vào cuối thập niên 1990 (mặc dù phiên bản 4.x có nền tảng mã nguồn thống nhất hơn qua các phiên bản). Đến năm 2007, IE có mức hỗ trợ hệ điều hành hẹp hơn, với phiên bản mới nhất chỉ hỗ trợ Windows XP Service Pack 2 trở lên. Internet Explorer 5.0, 5.5, 6.0, và 7.0 (thử nghiệm) cũng được chuyển không chính thức sang hệ điều hành Linux từ dự án "ies4linux".
|             | Năm  | Layout engine          | Microsoft Windows | Microsoft Windows        | Microsoft Windows | Microsoft Windows | Microsoft Windows | Microsoft Windows | Microsoft Windows | Microsoft Windows | Microsoft Windows | Microsoft Windows | Microsoft Windows | Microsoft Windows | Microsoft Windows | IBM OS/2 từ 2.1 | Apple Mac OS      | Apple Mac OS    | Apple Mac OS              | Apple Mac OS | Apple Mac OS | Unix HP-UX Solaris |
| 7, WS 08 R2 | Năm  | Layout engine          | Vista, WS 08      | WS 03                    | XP                | Me                | 2000              | 98                | NT 4.0            | 95                | NT 3.51           | NT 3.5            | NT 3.1            | 3.1x              | X PPC             | IBM OS/2 từ 2.1 | 7.6 đến 9.2.2 PPC | 7.5.x PPC       | 7.1 đến 8.1 68K 7.1.2 PPC | 7.0.1 68K    |              | Unix HP-UX Solaris |
| ----------- | ---- | ---------------------- | ----------------- | ------------------------ | ----------------- | ----------------- | ----------------- | ----------------- | ----------------- | ----------------- | ----------------- | ----------------- | ----------------- | ----------------- | ----------------- | --------------- | ----------------- | --------------- | ------------------------- | ------------ | ------------ | ------------------ |
| Năm         | -    | -                      | 2009              | 2006                     | 2003              | 2001              | 2000              | 2000              | 1998              | 1996              | 1995              | 1995              | 1994              | 1993              | 1992              | 1993            | 2001              | 1997            | 1994                      | 1992         | 1991         | (1990s)            |
| IE 9        | 2011 | Trident 5.0            | Có                | Có với nâng cấp nền tảng | Không             | Không             | Không             | Không             | Không             | Không             | Không             | Không             | Không             | Không             | Không             | Không           | Không             | Không           | Không                     | Không        | Không        | Không              |
| IE 8        | 2008 | Trident 4.0            | Đi kèm            | Có                       | Có với SP2        | Có với SP2/3      | Không             | Không             | Không             | Không             | Không             | Không             | Không             | Không             | Không             | Không           | Không             | Không           | Không                     | Không        | Không        | Không              |
| IE 7        | 2006 | Trident                | Không             | Đi kèm                   | Có với SP1/2      | Có với SP2/3&     | Không             | Không             | Không             | Không             | Không             | Không             | Không             | Không             | Không             | Không           | Không             | Không           | Không                     | Không        | Không        | Không              |
| IE 6        | 2001 | Trident                | Không             | Không$                   | Đi kèm            | Đi kèm            | Có 6.0 SP1        | Có 6.0 SP1        | Có 6.0 SP1        | Có 6.0 SP1        | Không             | Không             | Không             | Không             | Không             | Không           | Không             | Không           | Không                     | Không        | Không        | Không              |
| IE 5.5      | 2000 | Trident                | Không             | Không                    | Không             | Không***          | Đi kèm            | Có                | Có                | Có                | Có 5.5 SP2        | Không             | Không             | Không             | Không             | Không           | Không             | Không           | Không                     | Không        | Không        | Không              |
| IE 5.0      | 1999 | Trident Win Tasman Mac | Không             | Không                    | Không             | Không***          | Không             | Đi kèm 5.01 SP4   | Đi kèm với 98SE   | Có                | Có                | Có 16-bit         | Không             | Không             | Có 16-bit         | Không           | Đi kèm 5.2.3      | Đi kèm¥ 5.1.7 € | Không                     | Không        | Không        | Có 5.01 SP1        |
| IE 4.5      | 1999 | -                      | Không             | Không                    | Không             | Không             | Không             | Không             | Không             | Không             | Không             | Không             | Không             | Không             | Không             | Không           | Không             | Đi kèm€         | Có                        | Không        | Không        | Không              |
| IE 4.0      | 1997 | Trident                | Không             | Không                    | Không             | Không***          | Không             | Không             | Đi kèm            | Có                | Đi kèm OSR2.5     | Có 16-bit         | Không             | Không             | Có 16-bit         | Không           | Không             | Đi kèm€         | Có                        | Có 4.01      | Không        | Có                 |
| IE 3.0      | 1996 | -                      | Không             | Không***                 | Không             | Không***          | Không             | Không***          | Không             | Có                | Đi kèm OSR2       | Có 16-bit         | Có 16-bit         | Không             | Có 16-bit         | Win. 16-bit     | Không             | Đi kèm€         | Có                        | Đi kèm€      | Không        | Beta               |
| IE 2.0      | 1995 | -                      | Không             | Không                    | Không             | Không             | Không             | Không             | Không             | Đi kèm            | Đi kèm OSR1       | Có 16-bit         | Có 16-bit         | Có 16-bit         | Có 16-bit         | Win. 16-bit     | Không             | Có              | Có                        | Có£          | Có£ 2.0.1    | Không              |
| IE 1.5      | 1996 | Spyglass               | Không             | Không                    | Không             | Không             | Không             | Không             | Không             | Có                | Có                | Có                | Có                | Không             | Không             | Không           | Không             | Không           | Không                     | Không        | Không        | Không              |
| IE 1.0      | 1995 | Spyglass               | Không             | Không                    | Không             | Không             | Không             | Không             | Không             | Không             | Không tự do Plus! | Không             | Không             | Không             | Không             | Không           | Không             | Không           | Không                     | Không        | Không        | Không              |

* Internet Explorer 6 SP2 chỉ có mặt dưới dạng thành phần của Windows XP SP2 hay Windows Server 2003 SP1 hay SP2.

** Phiên bản Internet Explorer kèm trong Windows 95 khác nhau tùy theo lần phát hành OSR; 2.0 kèm trong OSR1, 3.0 kèm trong OSR2, và 4.0 kèm trong OSR2.5.

*** Bản chất là không hỗ trợ, nhưng dùng được với bộ cài đặt "Đứng một mình" của bên thứ ba.

**** Phiên bản cuối cùng của Windows XP Service Pack 3 không kèm theo IE7.
Xem thêm Internet Explorer Mobile. Phiên bản IE không dành cho máy tính bàn cũng hỗ trợ Windows CE.

## Mạo danh bởi malware
Sự phổ biến của Internet Explorer đã khiến phần mềm độc hại lạm dụng tên của nó xuất hiện. Vào ngày 28 tháng 1 năm 2011, một trình duyệt Internet Explorer giả mang tên là "Internet Explorer - Emergency Mode" đã xuất hiện. Nó gần giống với Internet Explorer thật, nhưng có ít nút hơn và không có thanh tìm kiếm. Nếu người dùng cố gắng khởi chạy bất kỳ trình duyệt nào khác như Google Chrome, Mozilla Firefox, Opera, Safari hoặc Internet Explorer thật, trình duyệt này sẽ được tải thay thế. Nó cũng hiển thị cảnh báo giả mạo rằng máy tính bị nhiễm phần mềm độc hại và Internet Explorer đã vào "Chế độ khẩn cấp". Nó ngăn chặn truy cập đến các trang web hợp pháp như Google nếu cố gắng sử dụng để truy cập chúng.

## Internet Explorer "đứng một mình"
Các phiên bản đầu của Internet Explorer 5 như có chế độ tương thích để chạy Internet Explorer 4, mặc dù tính năng này đã được bỏ (tương tự người dùng Mac vẫn dùng được 4.5 sau khi cài đặt 5). Trong khi Microsoft tuyên bố không thể giữ nhiều phiên bản Internet Explorer trên cùng máy tính, một số hacker đã tách thành công các phiên bản của Internet Explorer, khiến cho chúng trở thành các ứng dụng đứng một mình (standalone). Chúng được gọi là IE "đứng một mình" và có từ các phiên bản 3 cho đến 8.
- Nhiều IE trong Thiết kế Web Windows  — nhà phát triển web Joe Maddalone là người tìm ra giải pháp này.
- Hộp cát Trình duyệt Xenocode  — chương trình ảo hóa ứng dụng Xenocode

Microsoft không còn tiếp tục cung các bộ cài đặt đứng một mình của Internet Explorer dành cho công chúng. Tuy nhiên, có một số quy trình không chính thức để tải các gói cài đặt đầy đủ về. Các bản hack Internet Explorer đứng một mình thực hiện một các đi vòng qua DLL hell, được giới thiệu trong Windows 2000, có tên đổi hướng DLL.
- Bộ IE. Một trình cài đặt dành cho các phiên bản độc lập của IE8.0, IE7.0, IE6.0, IE5.51, IE5.01, IE4.01, IE3.0, IE2.01, IE1.5, và IE1.0
- Tài liệu Hỗ trợ Microsoft, với các hướng dẫn tải về toàn bộ các tập tin cài đặt.

Internet Explorer 6 chạy trên Linux trong Wine.

Cũng có thể cài đặt Internet Explorer thông qua Wine.
- IEs4Linux tự động cài đặt Internet Explorer 5.0, 5.5, và 6.0 trong Wine. Việc hỗ trợ cho Internet Explorer 7 hiện đang được phát triển; đến tháng 8 năm 2007, bộ máy hiển thị IE7 có thể dùng với giao diện IE6[72].

Sau khi cài đặt Internet Explorer 7, vẫn còn một tập tin thực thi Internet Explorer 6 trong C:\WINDOWS\ie7, mặc định là ẩn. Chạy tập tin này sẽ chuyển người dùng về giao diện cũ của IE6, nhưng các trang web được hiển thị dùng bộ máy IE7. Bộ máy IE6 có thể được tái kích hoạt bằng cách đặt một tập tin có tên "iexplore.exe.local" vào thư mục IE7.
Với một cách thay thế cho việc sử dụng IE đứng một mình, Microsoft cho ra mắt các ảnh Microsoft Virtual PC có chứa các phiên bản Windows XP kích hoạt sẵn với IE6 hoặc IE7 đã được cài. Microsoft khuyến cáo cách dùng này cho những nhà phát triển web tìm cách kiểm thử trang web của họ trong nhiều phiên bản IE khác nhau vì các phiên bản đứng một mình không được hỗ trợ và có thể không hoạt động giống như bản sao đã cài đặt đúng của IE.